# Tothom estima la Daisy Jones
Tothom estima la Daisy Jones (títol original, Daisy Jones & The Six) és una minisèrie de televisió en línia estatunidenca, basada en el llibre homònim escrit per Taylor Jenkins Reid. La minisèrie consta de deu episodis. Tot i que la història es presenta en un estil documental, que inclou entrevistes de fons amb el grup de música Daisy Jones & The Six, es tracta d'una història de ficció. Capta l'essència de la creativitat en el món erràtic i salvatge de la dècada del 1970. Es va estrenar a Amazon Prime Video el 3 de març de 2023, amb el doblatge i subtítols en català. Es tracta de la vuitena sèrie original d'aquesta plataforma doblada al català.
El doblatge va ser produït per Deluxe Content Services i dirigit per Lara Ullod a partir de la traducció de Daniel Solé. Compta amb les veus de Claudi Domingo (Billy), Marta Ullod (Daisy), Tito Trifol (Graham) i David Jenner (Warren), entre d'altres.

## Premissa
La narració segueix una banda de rock a la dècada de 1970 des del seu ascens a l'escena musical de Los Angeles fins a convertir-se en una de les bandes més famoses del món i explora el motiu de la seva separació a l'altura del seu èxit. La sèrie d'Amazon Prime Video es basa en el llibre homònim de Taylor Jenkins Reid, inspirat en part per l'experiència de l'autora de créixer i veure les actuacions de la banda Fleetwood Mac a la televisió.

## Repartiment

### Principal
- Riley Keough com a Daisy Jones
- Sam Claflin com a Billy Dunne
- Camila Morrone com a Camila Dunne
- Suki Waterhouse com a Karen Sirko
- Will Harrison com a Graham Dunne
- Josh Whitehouse com a Eddie Roundtree
- Sebastian Chacon com a Warren Rojas[12]
- Nabiyah Be com a Simone Jackson
- Tom Wright com a Teddy Price
- Timothy Olyphant com a Rod Reyes

### Recurrent
- Jacqueline Obradors com a Lucia
- Ayesha Harris com a Bernie[13]
- Ross Partridge com a Don Midleton

## Doblatge
| Personatge      | Intèrpret             |
| --------------- | --------------------- |
| Billy Dunne     | Claudi Domingo        |
| Daisy Jones     | Marta Ullod           |
| Graham Dunne    | Tito Trifol           |
| Warren Rojas    | David Jenner          |
| Camila Dunne    | Lara Ullod            |
| Eddie Roundtree | Roger Isasi-Isasmendi |

Compta amb les veus addicionals de Pep Papell, Maribel Pomar, José Luis Mediavilla, Esther Ferreras, Irene Miras, Marc Torrents, Toni Astigarraga, Gerard Clos, Roger Cots López, Jessica Alvarez Inskipp-Hawkins, Elvira García, Jordi Pineda, Marcel Navarro i Marta Colomer.

## Llista d'episodis[1]
| Núm. | Títol                                             | Direcció        | Teleplay                            | Data d'estrena original |
| ---- | ------------------------------------------------- | --------------- | ----------------------------------- | ----------------------- |
| 1    | «Pista 1: "Vine a buscar-ho"»                     | James Ponsoldt  | Scott Neustadter i Michael H. Weber | 3 de març de 2023       |
| 2    | «Pista 2: "Jo t'hi porto"»                        | James Ponsoldt  | Jenny Klein                         | 3 de març de 2023       |
| 3    | «Pista 3: "Algú m'ha salvat la vida aquesta nit"» | James Ponsoldt  | Nora Kirkpatrick i Will Graham      | 3 de març de 2023       |
| 4    | «Pista 4: "He vist la llum"»                      | James Ponsoldt  | Stacy Traub                         | 10 de març de 2023      |
| 5    | «Pista 5: "Foc"»                                  | James Ponsoldt  | Scott Neustadter                    | 10 de març de 2023      |
| 6    | «Pista 6: "El que et faci aguantar tota la nit"»  | Nzingha Stewart | Charmaine DeGraté i Will Graham     | 10 de març de 2023      |
| 7    | «Pista 7: "Se n'ha anat"»                         | Will Graham     | Susan Coyne                         | 17 de març de 2023      |
| 8    | «Pista 8: "Sembla que ho hem aconseguit"»         | Nzingha Stewart | Jihan Crowther i Liz Koe            | 17 de març de 2023      |
| 9    | «Pista 9: "Com si fos el primer cop"»             | Nzingha Stewart | Judalina Neira                      | 24 de març de 2023      |
| 10   | «Pista 10: "Suïcida del rock-and-roll"»           | Nzingha Stewart | Harris Danow                        | 24 de març de 2023      |

## Producció

### Desenvolupament
La sèrie es va anunciar el 25 de juliol de 2019. Va ser escrita pels guionistes Scott Neustadter i Michael H. Weber, que són alhora els productors executius al costat de Reese Witherspoon i Lauren Neustadter. Taylor Jenkins Reid la produeix. Les productores implicades en la sèrie són Hello Sunshine, Circle of Confusion i Amazon Studios.

### Càsting
A mitjans de novembre de 2019, es va anunciar que Riley Keough i Camila Morrone s'havien unit al repartiment de la sèrie. El febrer de 2020, Sam Claflin, Suki Waterhouse, Nabiyah Be, Will Harrison, Josh Whitehouse i Sebastian Chacon s'hi van afegir. L'octubre de 2021, Tom Wright i Jacqueline Obradors van ser elegits com a protagonista i recurrent, respectivament. El novembre següent, Timothy Olyphant es va unir a la sèrie en un paper recurrent.

### Rodatge
El programa va començar a rodar-se a finals de setembre de 2021 i va acabar a principis de maig de 2022.

## Banda sonora
El senzill "Regret Me" de la banda de ficció de la sèrie Daisy Jones & the Six es va publicar el 25 de gener de 2023. El segon senzill "Look At Us Now (Honeycomb)" es va llançar el 15 de febrer de 2023. Un àlbum de llarga durada, Aurora, es va estrenar de la mà d'Atlantic Records el 2 de març de 2023. La veu principal de l'àlbum va ser interpretada per Riley Keough i Sam Claflin. Va ser compost, interpretat i produït per Blake Mills, amb producció addicional de Tony Berg i en col·laboració amb músics com Phoebe Bridgers.

## Estrena
La sèrie limitada es va publicar a Amazon Prime Video el 3 de març de 2023, amb els tres primers episodis disponibles immediatament. El primer episodi es va exhibir als cinemes als membres d'Amazon Prime l'1 de març de 2023.